# José Luis Bocoya
José Luis Bocoya Gómez (Ceuta, 3 de abril de 1955-14 de septiembre de 2023) fue un futbolista español que se desempeñaba como portero.

## Clubes
| Club           | País   | Año       |
| -------------- | ------ | --------- |
| Cádiz C. F.    | España | 1973-1982 |
| Algeciras C.F. | España | 1983-1984 |